# (12270) Bozar
(12270) Bozar (1990 QR9) – planetoida z grupy pasa głównego asteroid okrążająca Słońce w ciągu 4,27 lat w średniej odległości 2,63 j.a. Odkryta 16 sierpnia 1990 roku.